# Batang Kali
Batang Kali é uma cidade no distrito de Hulu Selangor, Selangor, Malásia. 
A cidade tem produção de goiaba e mel.